# Budovy škol v Horské Kvildě

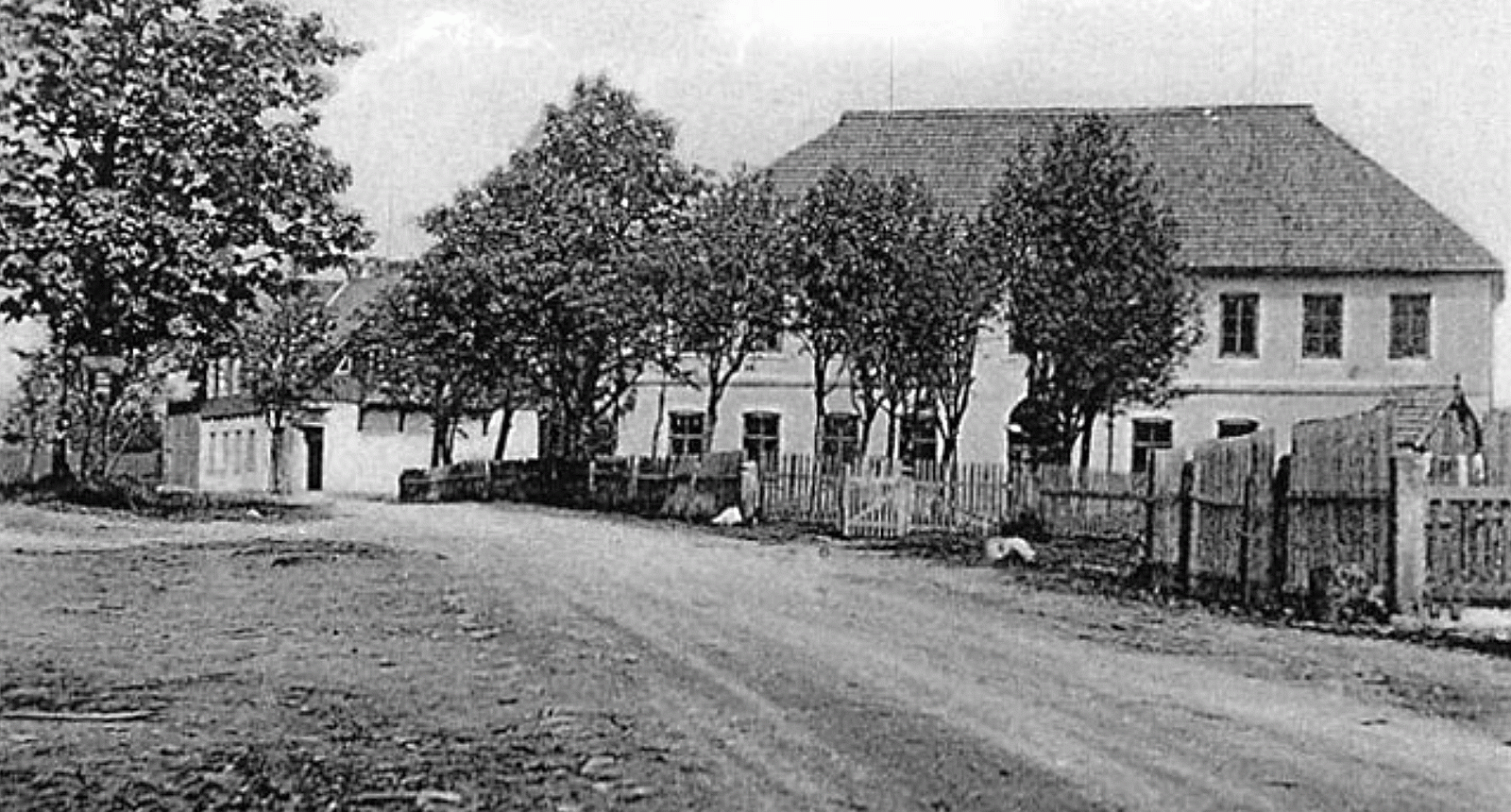
Historická budova školy v Horské Kvildě postavená v letech 1894–1897 (foto kolem roku 1910)

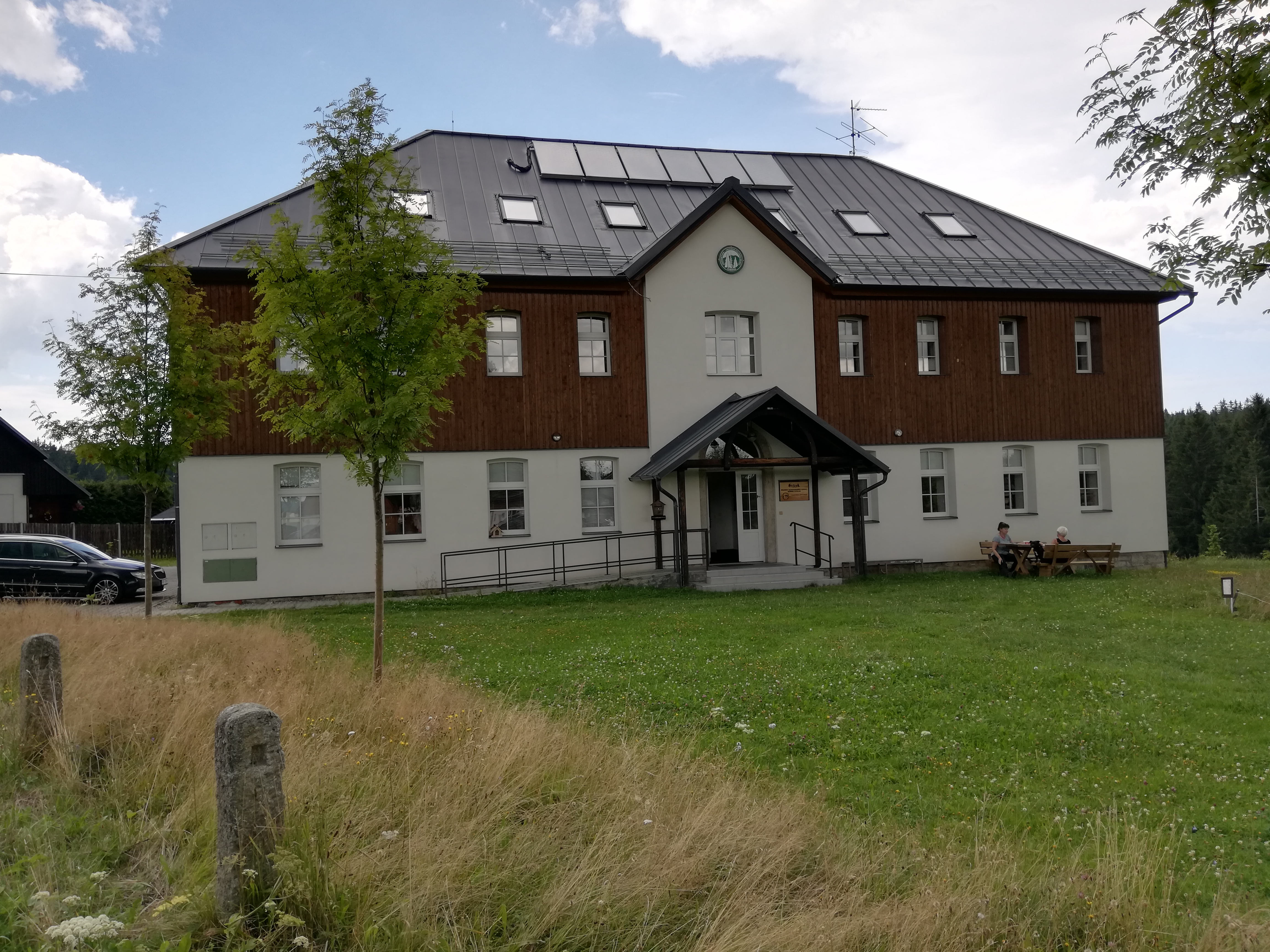
Středisko environmentální výchovy, původně druhá školní budova dokončená v roce 1897 (foto léto 2023)

Budovy škol v Horské Kvildě byly postupně dvě. První školní budovu nechalo město Kašperské Hory postavit v roce 1825 na pastvině Pollaufovy usedlosti. Druhá byla vystavěna v letech 1894 až 1897 na obecním pozemku (se spáleništěm dvora) na konci Horské Kvildy poblíž Pollaufova hostince.

## Historie

### První školní budova
Na přelomu 18. a 19. století narostl v prostoru Horské Kvildy počet obyvatel (i dětí) vlivem rozvoje sklářství. Poté, co byla založena farnost ve Kvildě, bylo tamtéž zahájeno (v roce 1768) školní vyučování, které se zpočátku konalo na faře nebo v učitelově bytě. Na Horské Kvildě bylo vyučování zahájeno také, ačkoliv tam chyběla vhodná školní budova. Vyučování bylo nouzově zajišťováno tak, že učitel postupně navštěvoval jednotlivá obydlí (usedlosti), kde svoje žáky střídavě učil. Ubytování a stravu učiteli poskytoval majitel té usedlosti, kde se právě učilo. V roce 1825 nechalo město Kašperské Hory postavit na pastvině Pollaufovy usedlosti první školní budovu (pozdější číslo popisné 16). K vyučovacím předmětům patřil: katechismus, základy čtení psaní a počítání. Učitelský plat byl tvořen nepatrným školným, které žáci (respektive jejich rodiče) platili. Místně příslušný farář byl zároveň pověřen dozorem nad vyučováním. Město Kašperské Hory (coby pozemková vrchnost Horské Kvildy) vykonávalo nad touto školou patronátní správu, kterou po roce 1848 převzal školní úřad nově vzniklého okresu Kašperské Hory.
Škola se potýkala často s problémy ohledně nepravidelné docházky žáků. Děti musely často pomáhat doma v hospodářství (sociální situace rodičů) nebo školní docházce kladlo překážky nepříznivé počasí (například několikametrové sněhové závěje na zimních cestách v nadmořských výškách mezi 1000 a 1100 m). Mladší děti (6 až 9 roků staré) chodily do školy jen v teplejším období roku. Starší žáci jen v období od prosince do března, protože kromě této doby museli pomáhat v zemědělství (fyzicky zdatnější hoši pracovali buď v lese, nebo pomáhali ve sklárně). Dalším problémem byla vzdálenost školy od bydliště žáků (například ze Zlaté Studny to bylo 5 km; z Ranklova 4 km; z Nového Domu 7 km, z Dolního Antýglu 6 km). K tomu přistupovala absence vhodné obuvi žáků (v létě žáci chodili naboso, v zimě ve dřevácích). Většina žáků neměla (až do roku 1914) řádné psací potřeby (psací tabulku a pisátko); papír byl pro jejich rodiče příliš drahý, takže se brkem a inkoustem nepsalo.
Učební metoda byla většinou založena na tom, že nedostatečně vzdělaný a špatně placený učitel žákům látku přednesl a oni ji pak po něm opakovali. Tyto okolnosti vedly k tomu, že ještě kolem roku 1900 vládla u zdejších obyvatel poměrně značná míra negramotnosti.

### Druhá školní budova
Ve školním roce 1891/1892 byl počet žáků tak velký, že stávající školní budova už přestávala kapacitně stačit a tak tehdejší starosta Horské Kvildy Matyáš Polauf a řídící učitel Franz Stuckart přesvědčili vedení obce o nutnosti stavby nové školní budovy. Obec zakoupila pro novou školní budovu pozemek se spáleništěm dvora v blízkosti Pollaufova hostince, schválila projekt i dohodu o financování a zjara roku 1894 mohla být stavba školního objektu zahájena. Na stavbě se svépomocně (dovoz stavebního materiálu, zednické, kamenické i tesařské práce) podíleli všichni obyvatelé (sedláci i bezzemci) z Horské Kvildy. Stavba školní budovy byla dokončena v roce 1897 a předána k užívání po jejím slavnostním vysvěcení.
Tato historická školní budova sloužila nejprve žactvu, později ji vlastnil Národní institut dětí a mládeže (NIDM) a od roku 2014 přešla do vlastnictví Správy Národního parku Šumava (NPŠ). Od jara roku 2016 sídlí v budově Středisko environmentální výchovy (SEV) Národního parku Šumava (NPŠ) v Horské Kvildě.

### Škola na Zhůří
Problémy se školní docházkou malých školou povinných dětí ze vzdálenějších míst (Zhůří, Turnerova Chata, Nový dům, Hluboká) v zimním období ale nová školní budova v Horské Kvildě neeliminovala. Problém docházky měla vyřešit tzv. „zimní škola“ (fungující jen od listopadu do března) postavená v roce 1932 na Zhůří (v čísle popisném 7). Tuto školu navštěvovalo asi 25 dětí, ale systém „zimní školy“ se (po pedagogické stránce) neosvědčil a status zimní školy na Zhůří byl změněn na celoroční filiální (pobočnou) školu. V roce 1941 byla zhůřská škola definitivně zavřena.